# Cell C

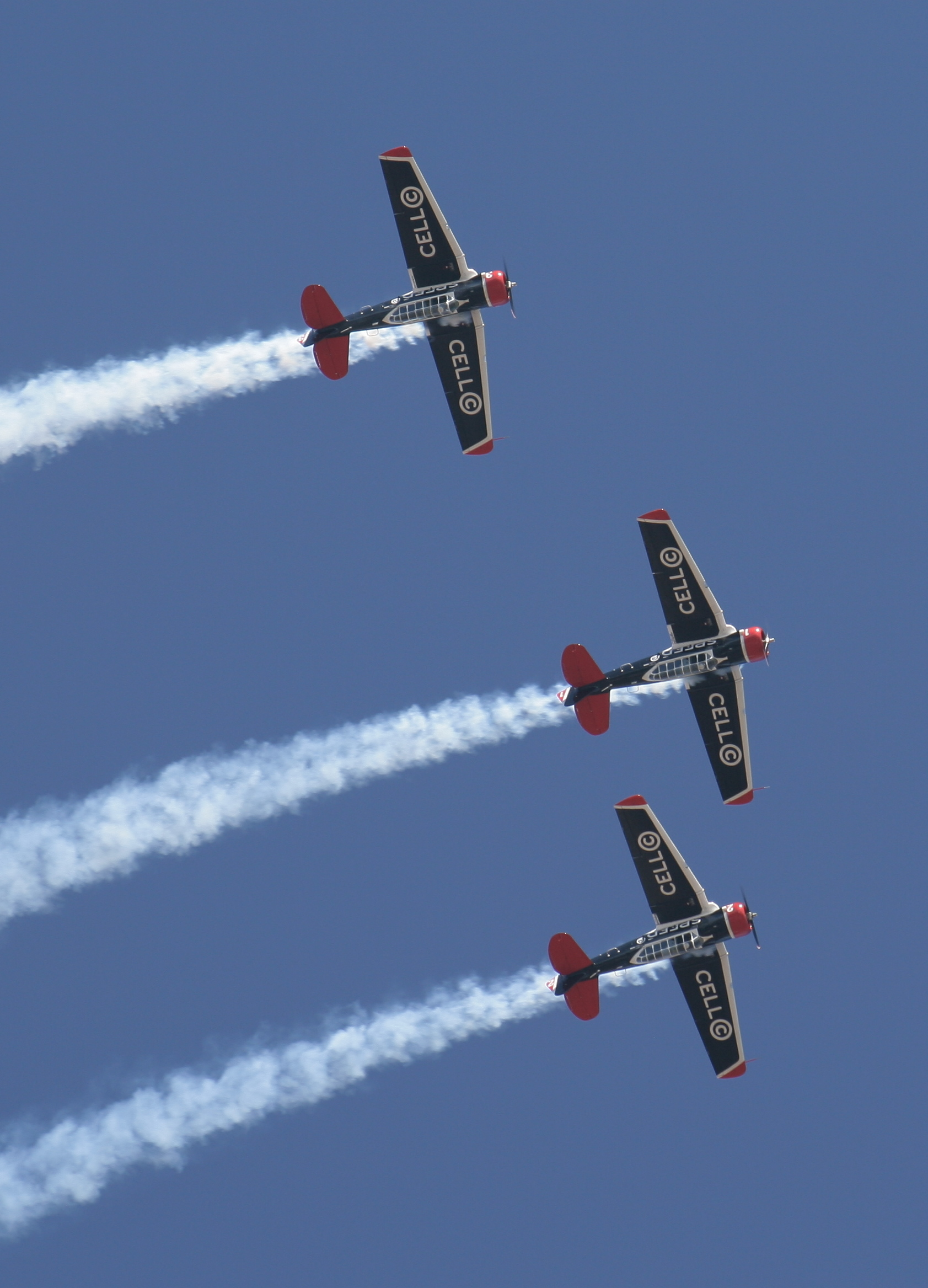
Avions aux couleurs de Cell C.

Cell C est une entreprise de téléphonie basée en Afrique du Sud.
Elle occupe actuellement la troisième place en termes de part de marché de téléphonie mobile après Vodacom et MTN.